# Ден на майката
Денят на майката се чества в почти всички страни на света, но на различни дати.

## Списък по дати (в хронологичен ред)
| Дата                                                  | Държава (по азбучен ред) |
| ----------------------------------------------------- | --- |
| Втората неделя на февруари                            | Норвегия |
| Шеват (м/у 30 януари и 1 март)                        | Израел |
| 3 март                                                | Грузия |
| 8 март                                                | Албания, Армения, Афганистан, България, Беларус, Босна и Херцеговина, Лаос, Монголия, Румъния, Русия, Северна Македония, Сърбия, Украйна, Черна гора (Забележка: Чества се паралелно с Международния ден на жената) |
| Четвъртата неделя на Великите пости (18 март 2007 г.) | Великобритания, Ирландия |
| 21 март (първия ден на равноденствието)               | Бахрейн, Египет, Ирак, Йемен, Йордания, Катар, Кувейт, Ливан, Обединени арабски емирства, Палестина, Саудитска Арабия, Сирия, Судан |
| 25 март                                               | България, Словения |
| 7 април                                               | Армения |
| Първата неделя на май                                 | Испания, Литва, Португалия, Унгария |
| 8 май                                                 | Албания (Забележка: Чества се като Ден на родителите), Южна Корея |
| 9 май                                                 | Латвия |
| 10 май                                                | Гватемала, Мексико, Салвадор, Оман |
| Втората неделя на май                                 | Австралия, Австрия, Ангуила, Аруба, Бангладеш, Барбадос, Бахамски острови, Белгия, Белиз, Бермудски острови, Бонер, Бразилия, Бруней, Венецуела, Гана, Германия, Гренада, Гърция, Дания, Еквадор, Естония, Зимбабве, Индия, Исландия, Италия, Канада, Кипър, Китай, Колумбия, Куба, Кюрасао, Латвия, Малта, Малайзия, Мианмар, Нидерландия, Нова Зеландия, Пакистан, Перу, Пуерто Рико, САЩ, Сейнт Лусия, Сингапур, Словакия, Суринам, Тайван, Тринидад и Тобаго, Турция, Уругвай, Филипини, Финландия, Хонконг, Хондурас, Хърватска, Чехия, Чили, Швейцария, ЮАР, Ямайка, Япония (Забележка: Честването е по инициатива на САЩ, след като Конгресът на САЩ обявява за общонароден празник този ден през 1914 г.) |
| 26 май                                                | Полша |
| 27 май                                                | Боливия |
| 30 май                                                | Никарагуа |
| Последната неделя на май                              | Алжир, Доминиканска република, Мавриций, Мароко, Тунис, Франция (Забележка: В годините, когато тогава е Петдесетница, се чества през първата неделя на юни), Хаити, Швеция |
| 1 юни                                                 | Монголия (Забележка: Чества се като Ден на майката и на детето, Монголия и Русия са държавите, в които денят на майката се чества два пъти в годината) |
| 12 август                                             | Тайланд (Забележка: Денят на майката се чества на рождения ден на кралицата, което означава, че той е подвижен празник в Тайланд) |
| 15 август                                             | Коста Рика |
| 17 октомври                                           | Малави |
| Третата неделя на октомври                            | Аржентина |
| Последната неделя на ноември                          | Русия (Забележка: В тази държава на практика денят на майката все още се чества два пъти в годината) |
| 8 декември                                            | Панама |
| 22 декември                                           | Индонезия |